# Argonantus
Argonantus je pseudonym českého autora historické fikce, hororu a fantasy. Zároveň se jedná o postavou středověkého kronikáře vystupujícího v řadě příběhů tohoto autora.

## Dílo

### Knihy
- Ztracené letopisy, Beletris (2011), povídková sbírka obsahující povídky Ochránce cesty, Opravdu někdo, Souboj, Cesta zpátky, Moc, Temný rytíř a Zavřené dveře. Předmluva této historické fikce propojuje povídky s historickými reáliemi.[2] Kniha získala pozitivní recenze mezi fanoušky fantasy.[3][4]
- Sedm ryb, Beletris (2014),[5] s rozborem v internetovém časopisu Drakkar.[6]
- Dům prázdnoty, Netopejr (2021)[7]

### Povídky
- „Strom“, Mladá Fronta (1984), Drakkar (2012)[1]
- „Pán s hráběmi“, Lidová demokracie (1989), Drakkar (2014) [8]
- “Souboj”, Jiné světy (1992),[9] Pevnost (2003)[10]
- „Trpaslík“, Drakkar (2014)[11]
- „Dopisy o myši“, Drakkar (2015)[12]
- „Tajemství hraběnky G.“, Drakkar (2015)[13]
- „Ztracené ženy“, Drakkar (2017)[14]
- „Andersenův duch“, Drakkar (2017)[15]
- „Dračí hlava“, Drakkar (2017)[16]
- „Boží soud“, Drakkar (2018)[17]
- „Sal Borelli“, Drakkar (2013)[18]
- „Anděl smrti“, Lemurie (11/2013)[19]
- „Meč drakobijců“, v antologii Žoldnéři fantasie (2020)[20]